# Xie Jiaxuan
Xie Jiaxuan (30 augustus 1994) is een voormalig Chinese langebaanschaatser. Hij stond bekend als een sprinter, waarbij de 500m hem beter ligt dan de 1000m. Het seizoen 2014-2015 was het seizoen van zijn internationale doorbraak. Hij wist zich te plaatsen voor zowel het WK sprint als WK afstanden. Op beide kampioenschappen speelde hij geen rol van betekenis.

## Records

### Persoonlijke records
| Afstand    | Tijd    | Datum            | Baan           |
| ---------- | ------- | ---------------- | -------------- |
| 500 meter  | 34,79   | 22 november 2015 | Salt Lake City |
| 1000 meter | 1.09,36 | 21 november 2015 | Salt Lake City |
| 1500 meter | 1.57,94 | 21 oktober 2012  | Changchun      |
| 3000 meter | 4.26,80 | 9 december 2011  | Changchun      |
| 5000 meter | 7.46,11 | 10 december 2011 | Changchun      |

## Resultaten
| Jaar | WK Sprint                | WK Afstanden | Olympische Spelen |
| ---- | ------------------------ | ------------ | ----------------- |
| 2015 | 22e (22e, 31e, 21e, 20e) | 23e 500m     |                   |
| 2016 | NC26 (23e, 27e, 24e, -)  | 20e 500m     |                   |
|      |                          |              |                   |
| 2018 |                          |              | 31e 500m          |